# زبرجدي (لون)
الزبرجدي هو لون خفيف من الأخضر الربيعي، يقع بين السيان والأخضر على عجلة الألوان. سمي على اسم الزبرجد المعدني، وهو حجر كريم موجود بشكل رئيسي في صخور الجرانيت. أول استخدام مسجل للزبرجد كاسم لوني باللغة الإنجليزية كان عام 1598. 

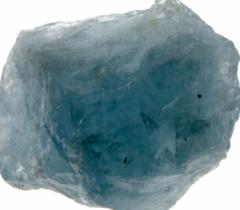
زبرجد خشن

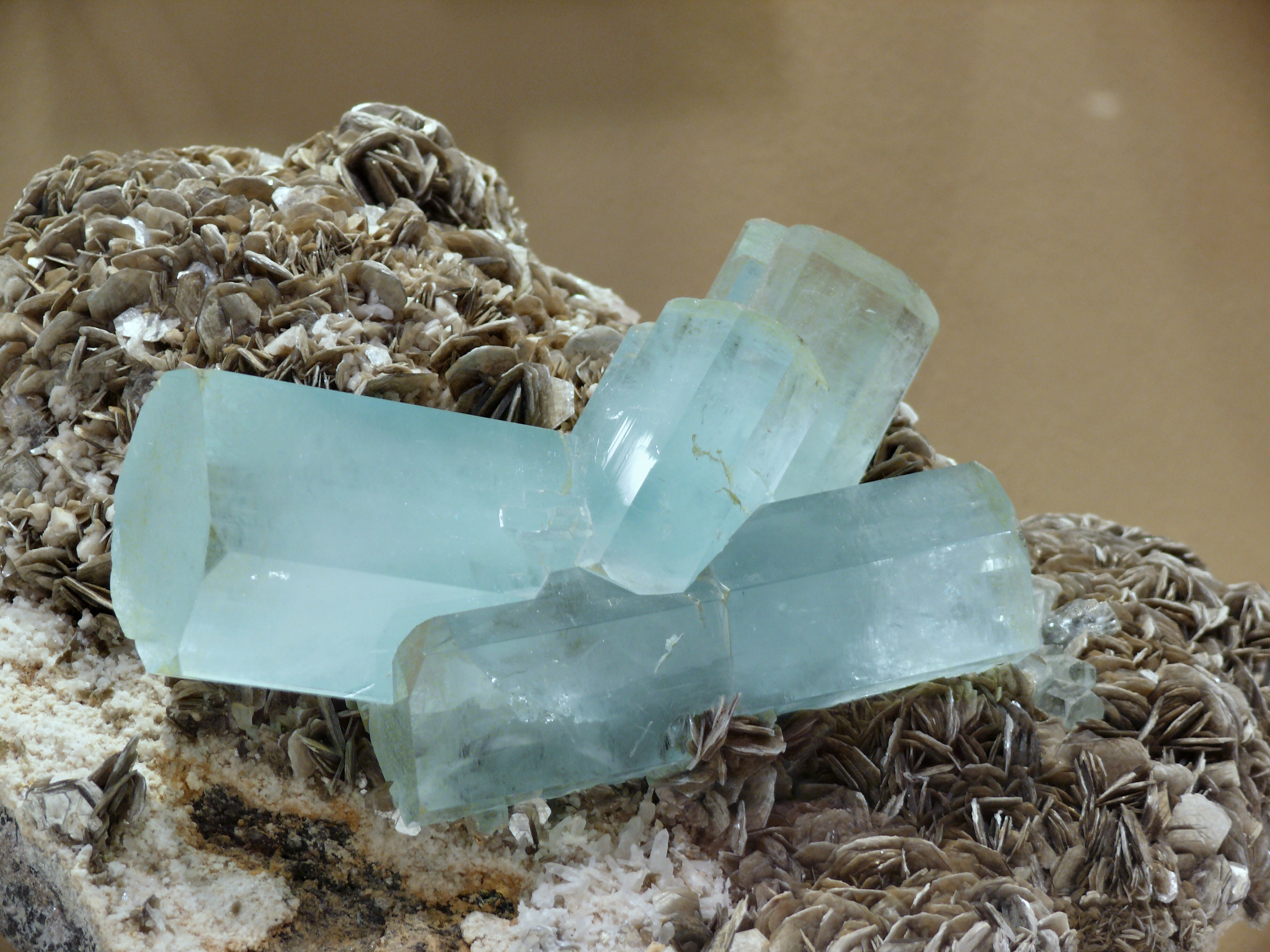
بلورات الزبرجد على المسكوفيت

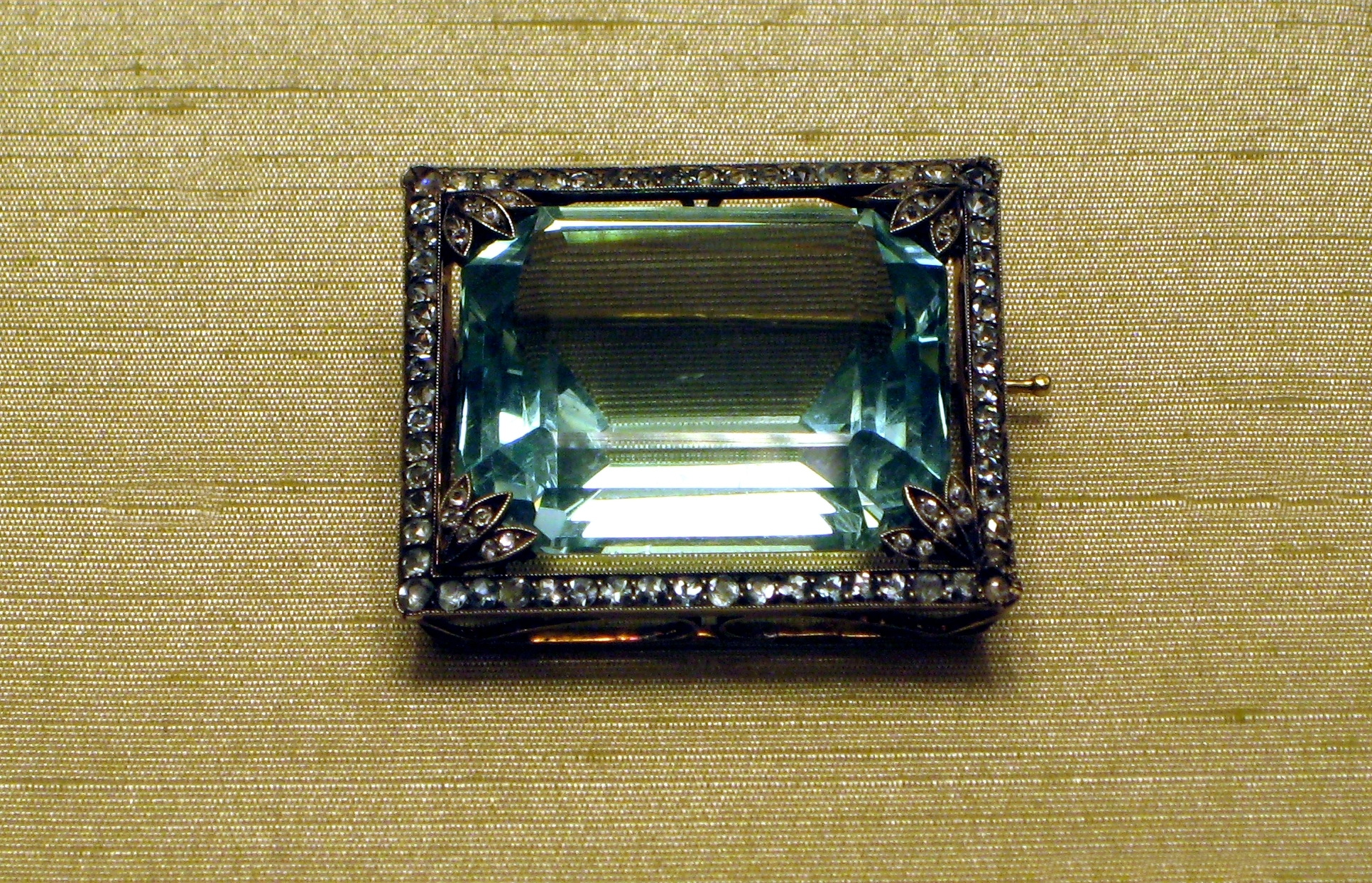
بروش من الزبرجد

## في الثقافة الشعبية

### السينما والتلفزيون
- الزبرجد هو شخصية في سلسلة كرتون نتورك ستيفن يونيفرس .
- فيلم زمردة أو زبرجدة إن كانت ترجمتهم صحيحة (Aquamarine)هو فيلم عام 2006 عن حورية البحر.
- في فيلم Alice in Wonderland (1951)، يغني حراس ملكة القلوب وهم يرسمون كل شيء باللون الأحمر: «ليس اللون الوردي، ولا الأخضر، ولا الزبرجدي».